# محمد شريف ساحلي
محمد شريف ساحلي (6 أكتوبر 1906- 4 يوليو 1989) في قرية تسجا من سوق أوفلة في الجزائر. هو من قبيلة آث وغليس، هو كاتب ومؤرخ وناشط في ثورة التحرير الجزائرية، وسفير سابق.

## سيرة شخصية
ولد محمد شريف الساحلي في تسجا في بلدية سوق أوفلة في قبيلة آث وغليس. أكمل تعليمه الابتدائي في سيدي عيش والمدرسة الثانوية في مدرسة بوجود (أمير) الثانوية في الجزائر العاصمة. أنهى حياته الجامعية في باريس، السوربون، حيث حصل على إجازة في الفلسفة وتجميع. عمل استاذا في باريس بين عامي 1930 و1939 . أبطل عام 1939 بسبب كتاباته القومية وعدم حصوله على الجنسية. شارك في النضال من أجل القضية الوطنية. أصبح صحفيا وناقدا وكاتب صحفي في: الأمة، والأفريقية والحياة والمقاومة الجزائرية. في عام 1939، التقى مصطفى لاشراف. في عام 1950، عاد للتدريس في فرنسا .
كتب سنة 1947 رسالة يوغورتا والأمير عبد القادر فارس الإيمان. في عام 1955، كان عضوا في لجنة الصحافة لاتحاد جبهة التحرير الوطني في فرنسا. من عام 1957 إلى 1962، كان الممثل الدائم لجبهة التحرير الوطني، ثم سفيرًا للحكومة الجزائرية المؤقتة في الدول الاسكندنافية. بعد الاستقلال، كان مدير المحفوظات، ثم سفيرا في الصين، وكوريا الشمالية ، وفيتنام، ثم إلى تشيكوسلوفاكيا (من عام 1971 - 1978). لم يتزوج قط، واستقبله منذ تقاعده في عام 1978 ابن أحد أبناء عمومته، وتوفي معه.في 4 يوليو 1989 في الجزائر العاصمة. ودفن في مقبرة العالية.

## فهرس
- عبد القادر فارس الإيمان، ودود الجزائريين في أوروبا، 1967.
- المؤامرة ضد الشعوب الإفريقية ، النهضة، الجزائر العاصمة، الجزائر، 1950.
- تاريخ إنهاء الاستعمار. الجزائر تتهم بالمؤامرة ضد الشعوب الأفريقية، طبعة ENAP ، الجزائر العاصمة، 1986.
- الأمير عبد القادر: أساطير فرنسية ووقائع جزائرية، طبعة ENAP، الجزائر، 1988.
- رسالة يوغورتا طبعة باريس: الجزائري في أوروبا، 1968.

## مذكرات و مراجع
1. ↑  Le philosophe happé par la politique. Article du journal El Watan du 30/06/2011. Consulté le 09/04/2012. نسخة محفوظة 12 مايو 2012 على موقع واي باك مشين.